# Fotel

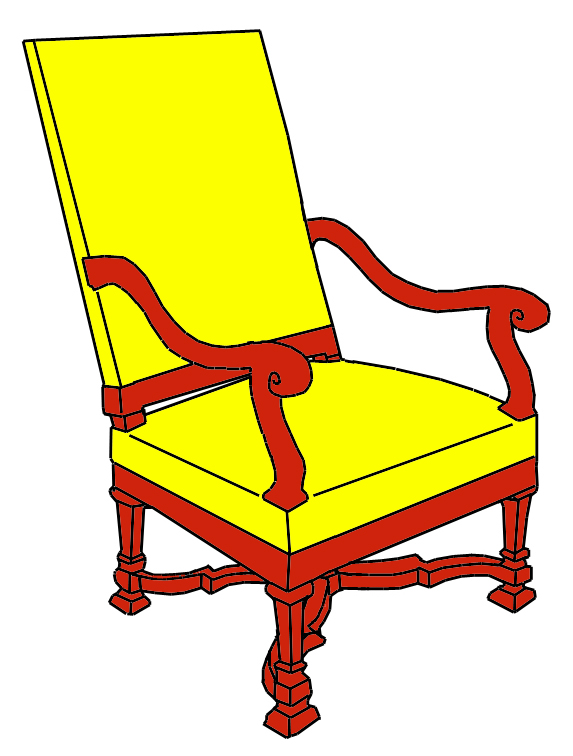
Fotel

Fotel je styl otevřeného křesla s převážně odkrytou dřevěnou kostrou. Vznikl ve Francii na počátku 17. století. Vyráběn je obvykle ze dřeva a často s vyřezávaným reliéfním ornamentem. Sedák bývá čalouněný. Některé fotely mají přední sedací lištu s valérem. To je polstrování, které mírně přesahuje zástěru. Vystavené dřevěné prvky jsou často zlacené nebo jinak natřené.
Původně byly trůny vyráběny z kamene, kovu nebo dřeva, bohatě zdobené reliéfem nebo zlacením. Po celý středověk plnily výhradně reprezentativní funkci.
Největší rozmach zažívaly za vlády Ludvíka XVI.
Ve 20. století se design poněkud změnil ve prospěch sofistikovaného tvaru (autoři: Ludwig Mies van der Rohe, Charles Eames), objevily se nové materiály, plasty.